# Koninklijke Nederlandse Munt
La Koninklijke Nederlandse Munt /'ko:niŋˌklɛʲkə 'ne:dərˌlɑntsə mœnt/ («Zecca reale dei Paesi Bassi», KNM) è la zecca per la coniazione delle monete nazionali dei Paesi Bassi, che ha sede a Houten.
Dal 1815 il segno di zecca è un caduceo alato, che dal 1830 è presente su tutte le monete dei Paesi Bassi. L'edificio della Zecca si trova dal 1911 sulla Leidseweg vicino al canale della Merwede ed è stato progettato da C.H. Peters in stile neoclassico.

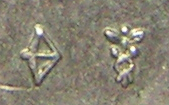
A destra segno di zecca e a sinistra il segno del direttore della zecca Chris van Draanen (1988–1999)

## Storia
Le prime monete nella provincia di Utrecht furono battute a Dorestad nella prima metà del VII secolo. Erano dei tremisse d'oro, la vecchia moneta dell'Impero romano. In seguito si furono le coniazioni d'argento di Carlo Magno e Ludovico il Pio.
Nel 937 il vescovo Balderico di Utrecht ricevette il diritto di coniazione dal re Ottone I.
Nel 1528 il vescovo perse questo diritto, che passò allora ai signori secolari e poi a Carlo V. Il suo unico figlio, Filippo II autorizzò nel 1567 una zecca, che si trovava nei pressi dell'Abbazia di San Paolo. Dopo si trasferì, verso il 1585 in un nuovo edificio e fu concesso nel 1579 alla provincia di coniare le proprie monete. Verso il 1647, la zecca si dovette spostare di nuovo, probabilmente a causa della mancanza di spazio, in un nuovo edificio. Il processo di coniazione a Utrecht fu sempre più meccanizzato.
Nel 1806, a causa di un nuovo riordinamento, la zecca di Utrecht, assieme a tutte le altre zecche locali, fu chiusa e le monete furono coniate dal 1807 solo a livello centrale. Dapprima fu usata una zecca ad Amsterdam. Ma a causa di difficoltà finanziarie fu chiusa e si decise, tra le vecchie zecche provinciali, di far coniare quella di Utrecht che era allora la meglio equipaggiata. Nel 1814 la zecca ebbe il nome di ’s Rijks Munt.

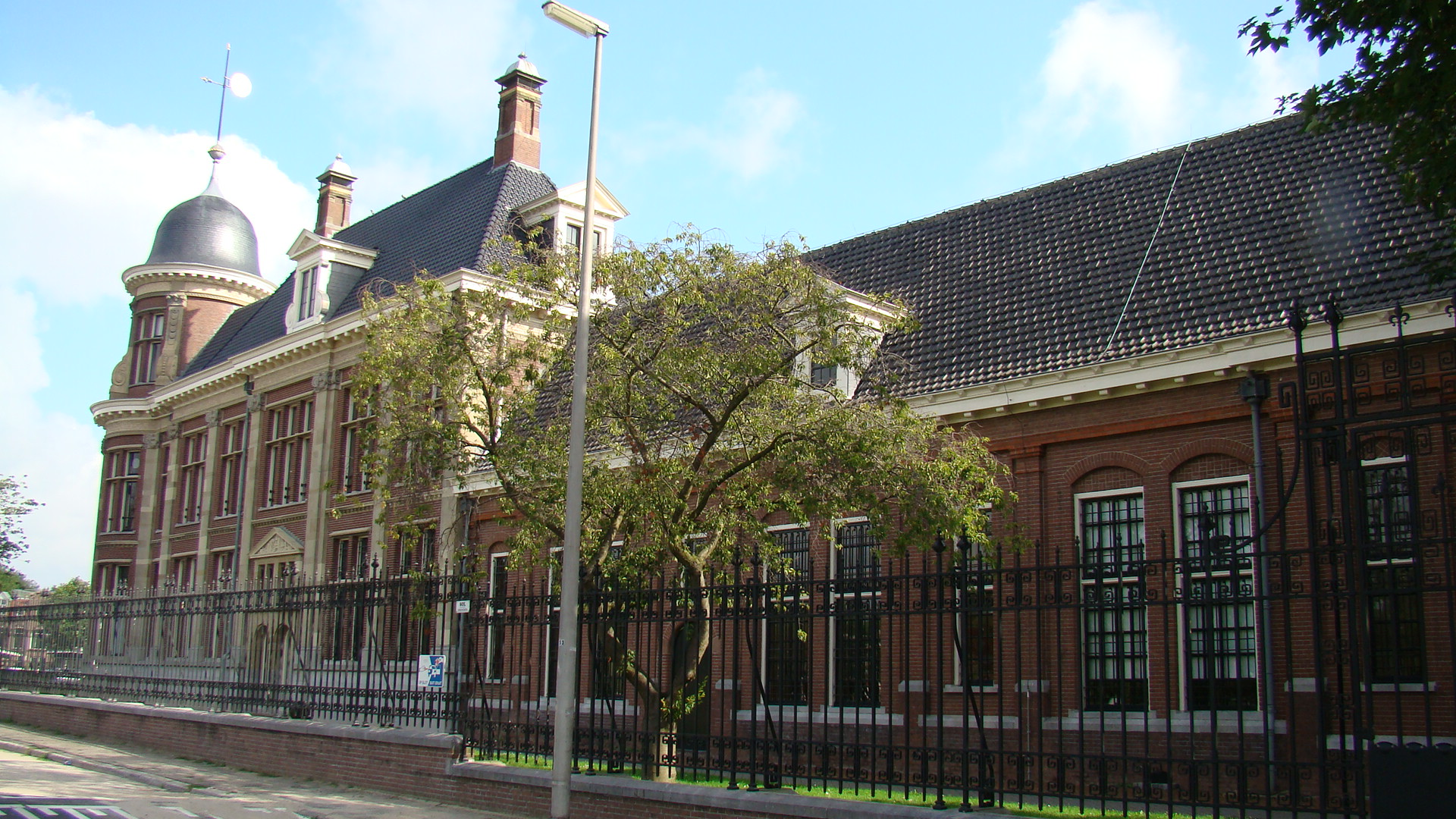
L'edificio della zecca in Leidseweg

Il regno affida ancora il mandato di creare le nuove monete alla Koninklijk Nederlandse Munt.
Dal 1º gennaio 1902 fu posta direttamente alle dipendenze del Ministero delle Finanze. Nel 1912, seguì la conversione a una società di proprietà dello Stato. In seguito al decreto reale del 15 giugno 1994, la compagnia è diventata una società indipendente di cui il regno Paesi Bassi è azionista al 100% e nell'autunno del 1995 è stata anteposta la denominazione la parola Koninklijk (reale).
Questa società si è specializzata alla coniazione delle monete nazionali dell'euro, ma anche in pezzi da collezione, di medaglie e di francobolli in argento e altri gadget.
Ha coniato monete anche per altri stati, tra cui il Lussemburgo, Suriname, Aruba, Antille olandesi, Slovenia.